# Дејан Умичевић
Дејан Умичевић (рођен 6. фебруара 1983. године у Београду) је српски каратиста. Носилац је црног појаса II дан. Првак света у категорији преко 84 килограма постао је на 20 Светском првенству у каратеу одржаном у Београду 2010. године.

## Резултати на значајнијим такмичењима
2001.
- 3. место екипно - Европско јуниорско првенство одржано у Кобленцу.

2004.
- 3. место екипно - Студентско првенство света одржано у Београду.

2005.
- 1. место екипно - Медитеранско јуниорско првенство одржано у Подгорици.
- 1. место - Првенство Србије и Црне Горе одржано у Подгорици.

2006.
- 1. место екипно - Светско студентско првенство одржано у Њујорку.

2007.
- 1. место - Првенство Србије одржано у Београду.
- 1. место - Студенско првенство Европе одржано у Подгорици.
- 3. место екипно - Студентско првенство Европе одржано у Подгорици.

2008.
- 1. место - Првенство Србије одржано у Беогарду.
- 1. место - Студентско првенство света одржано у Вроцлаву.
- 2. место екипно - Светско првенство одржано у Токију.

2009.
- 1. место - Првенство Србије одржано у Беогарду.
- 2. место - Првенство Европе.

2010.
- 1. место - Светско првенство одржано у Беогарду.
- 1. место екипно - Светско првенство одржано у Беогарду.[1]